# Reguła bankowa
Reguła bankowa – reguła stosowana przez niektóre banki przy obliczaniu oprocentowania lokat lub kredytów. Mówi ona, że okres objęty oprocentowaniem oblicza się dokładnie w dniach, zakładając równocześnie, we wzorach na oprocentowanie, że tzw. rok bankowy ma 360 dni (a nie 365 lub 366). Reguła bankowa może być stosowana także przy obliczaniu oprocentowania weksli oraz bonów skarbowych. Można ją też stosować w rachunkowości.
W Polsce zgodnie z ustawą Prawo bankowe przy obliczaniu oprocentowania zakłada się, że rok ma 365 dni, o ile nie zostało to sprecyzowane inaczej w umowie.

## Przykłady obliczenia faktycznego oprocentowania przy zastosowania reguły bankowej
Kredyt o rocznej stopie oprocentowania 20% jest tak naprawdę oprocentowany w roku nieprzestępnym w wysokości:
{\displaystyle r'={\frac {365}{360}}\cdot 20\%=20,28\%}
Lokata oprocentowana 4% w skali roku jest tak naprawdę oprocentowana w roku nieprzestępnym w wysokości:
{\displaystyle r''={\frac {365}{360}}\cdot 4\%=4,06\%}
Stosowanie reguły bankowej jest korzystne dla wierzycieli, ponieważ uzyskują oni realnie wyższe oprocentowanie niż przy zastosowaniu w obliczeniach roku kalendarzowego. Istnieją też inne metody obliczania oprocentowania, które modyfikują faktyczną liczbę dni w  roku kalendarzowym (np. reguła zakładająca, że rok bankowy podzielony jest na dwanaście 30-dniowych miesięcy).